# Stadt Hadmersleben
Stadt Hadmersleben ist ein Ortsteil der Stadt Oschersleben (Bode) im Landkreis Börde in Sachsen-Anhalt (Deutschland).

## Geografie
Stadt Hadmersleben liegt in der westlichen Magdeburger Börde etwa zwei Kilometer von der Bode entfernt – großräumiger gesehen zwischen Magdeburg und dem Harz. Das fruchtbare, flachwellige Gebiet um Hadmersleben wird landwirtschaftlich intensiv genutzt. Als Wohnplätze des Ortes sind „Mühle“ und „Schacht“ ausgewiesen.

## Geschichte

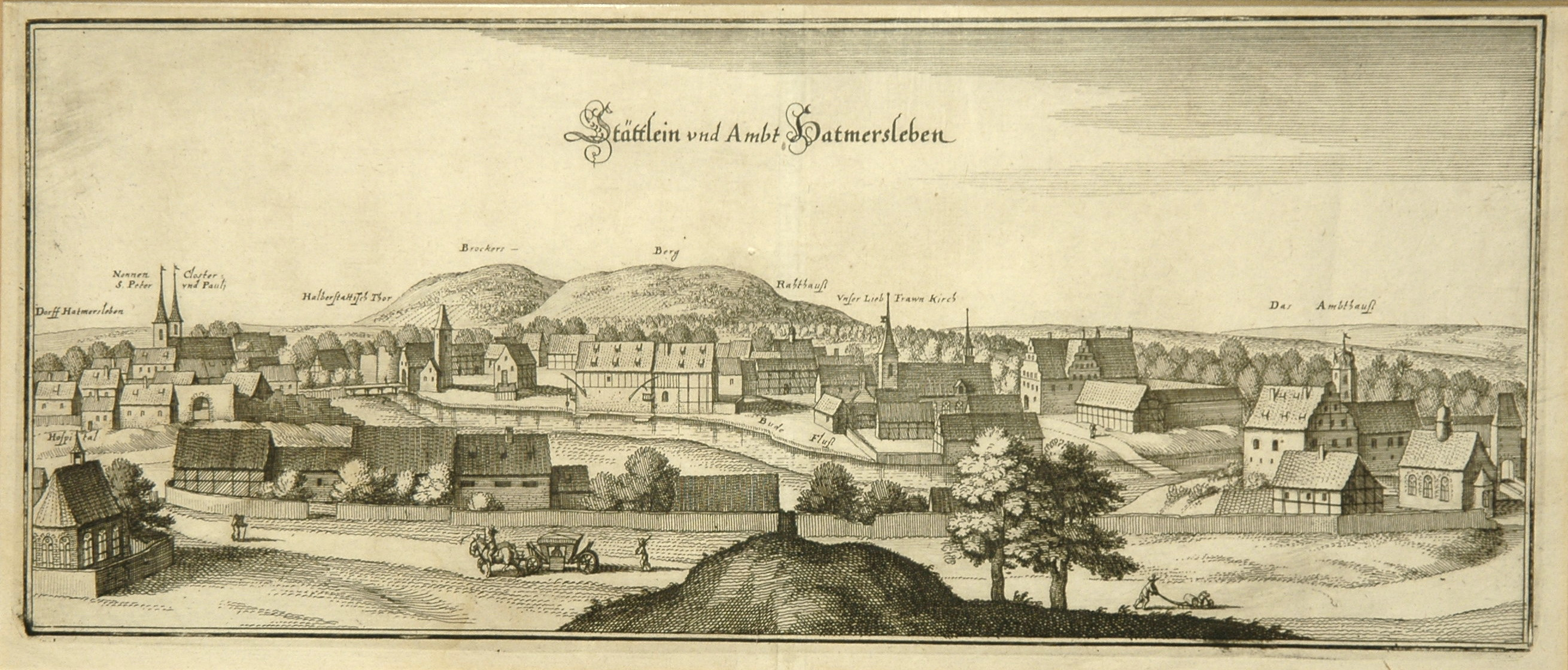
Hadmersleben um 1650

Karte von Hadmersleben (um 1750)

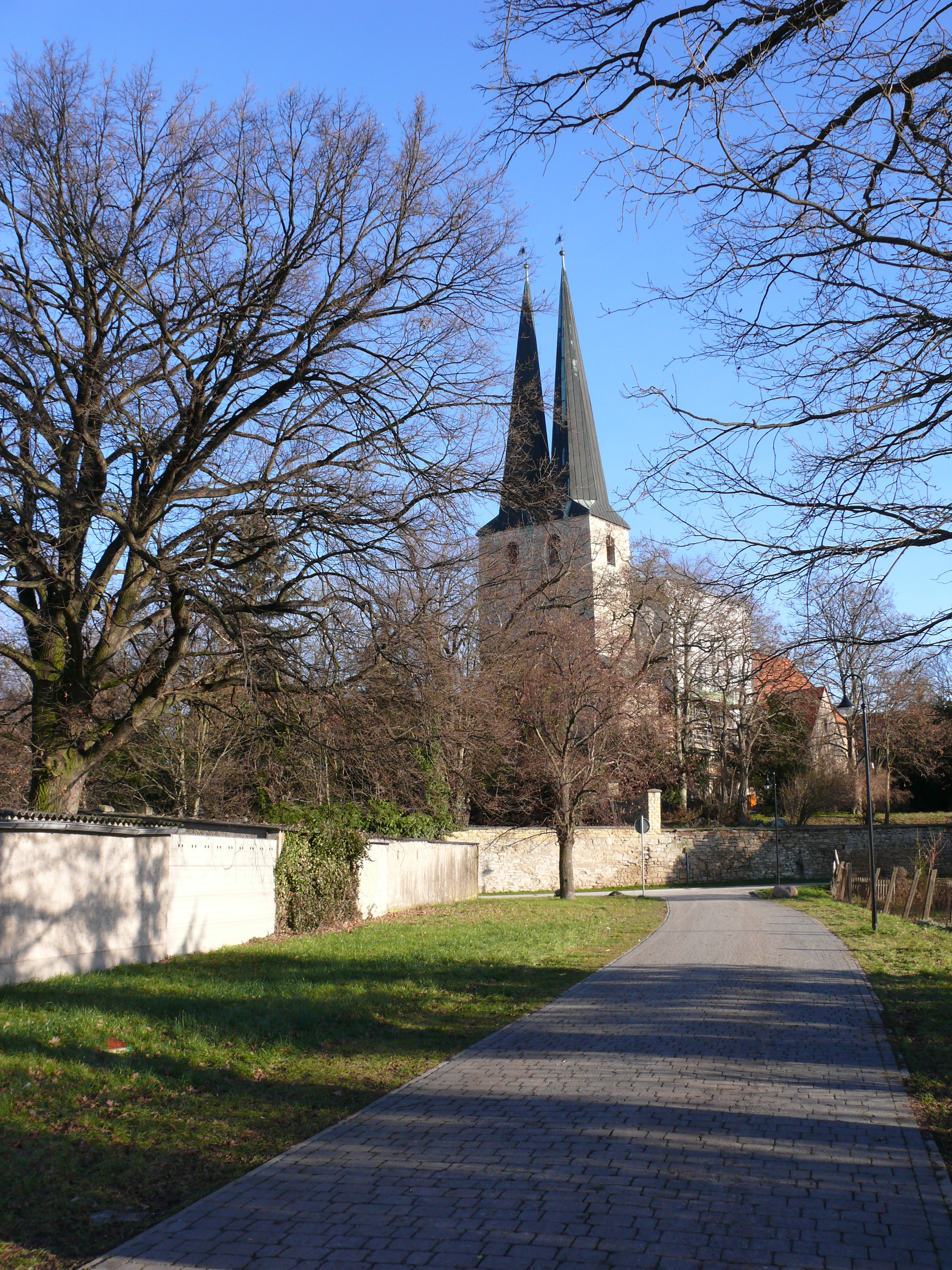
Klosterkirche Stadt Hadmersleben

Trichterbecherstämme errichteten 3000 v. Chr. ein Hügelgrab mit Beigaben (Kußhoch). Schnurkeramiker-Sippen ließen sich 2000 v. Chr. am „Steilen Ufer“ (Ostendorf) nieder. Die Angeln und Warnen siedelten im 5. Jahrhundert n. Chr. in Hathumareslew und bauten eine Fluchtburg (Amt). Im Jahr 961 wurde durch Bischof Bernhard, Antipode Otto des Großen das Kloster Hadmersleben gegründet und 1144 ein Burgherr (Gardolf) erwähnt, der als Zeuge Albrechts des Bären genannt wurde. Erzbischof Wilbrand besetzte 1238 im Streit mit den Brandenburgern die Burg. Otto I., der „Teufel von Hadmersleben“, eroberte 1250 Egeln und baute ein Kloster. Die Nonne Ernegard Bars war im Jahr 1318 im Kloster als Schulmeisterin tätig. Johannes, der letzte Graf von Hadmersleben, fiel 1367 in der Schlacht von Dinklar.
Hadmersleben galt 1399 als Civitas (Ort mit Stadt- und Marktrecht). Curd v. d. Asseburg gründete 1470 im Dorf ein Hospital für arme Leute und Lahme. 1498 wurde das Schloss an den erzbischöflichen Hofmeister Christoph von Hagen verkauft. Zum Kloster mit einem Konvent von 78 Benediktinerinnen gehörten im Jahr 1517 drei Güter. Schlossherr Adolf von Hagen verteidigte am 7. Mai 1525 das Kloster gegen die Bauern. Forderungen der Stadt, das Kloster zu reformieren, wurden 1561 vom Konvent abgelehnt. Im Jahre 1574 wurde das Schloss an das Domkapitel Magdeburg (siehe 14 Wappen) verkauft. Die Nonnen flohen 1631 vor der schwedischen Soldateska nach Hildesheim. Soldaten des Obersten Rogge brannten 1632 34 von 84 Wohnhäusern der Stadt ab. 1649 wurde der Ritterhof neu aufgebaut, nach 1664 das Rathaus und nach 1679 das Kloster. Seit 1680 gehörte die Stadt zum brandenburg-preußischen Herzogtum Magdeburg und lag im damaligen Holzkreis. Heinrich, Vater des Komponisten Georg Philipp Telemann, wurde 1668 Stadtschuldirektor. Gertrud Gröninger schnitzte 1694 als Frau – in der Kunsthistorie einmalig – 17 Altarfiguren. Johann Joachim Winckelmann, Begründer des Klassizismus, arbeitete 1742/43 als Hauslehrer von Peter Lamprecht auf dem Amt. 1809 wurde das Kloster durch Jérôme Bonaparte, König Westfalens und Bruder Napoléons, und 1812 das Amt als größter Besitz des Domkapitels von Magdeburg durch Jérôme verkauft. 1842 wurde der Ort an die Eisenbahnstrecke Magdeburg–Halberstadt angeschlossen.
Zwischen 1889 und 1920 entstanden in Hadmersleben eine Zucker- und Malzfabrik, eine Brennerei, eine Brauerei und die Kalischächte I und II. In dieser Zeit begründete Ferdinand Heine den Weltruhm der Hadmersleber Getreidezucht.
Im Jahre 1944 wurde mit Beteiligung des Ingenieurbüros Schlempp ein Zweigwerk der AGO Flugzeugwerke mit einem Außenlager des KZ Buchenwald für die Produktion von Flugzeugteilen (Messerschmitt Me 262 und Focke-Wulf Fw 190) in den Steinsalz- und Kalischächten I und II vor der Stadt errichtet. Insgesamt durchliefen 2000 bis 2500 Häftlinge unter katastrophalen Lebensbedingungen das Lager, bei der Räumung im Jahr 1945 hatte das Lager 1421 Häftlinge. Diese wurden auf einen Todesmarsch getrieben, bei dem zahlreiche Häftlinge von den SS-Mannschaften erschossen wurden.
Kloster und Amt wurden 1945 Saatzuchtbetriebe in Volkseigentum. In den Klostergebäuden wurde 1966 ein Institut für Getreideforschung sowie ein Lehr- und Versuchsgut untergebracht. In den Jahren 1981 bis 1998 wurde das Klostergebäude restauriert und eine Gemäldegalerie geschaffen. Zwischen 1991 und 1992 wurden das Institut für Getreideforschung, Volkseigenes Gut Pflanzenproduktion, Gemüsezuchtstation, Brauerei, Zuckerfabrik, Nährmittelwerk/Rösterei, Mischfutterwerk aufgelöst. Ab 1993 wurde mit dem Bau im Altersheim begonnen, die Straßen und der „Winkel“ werden neugestaltet. Im Jahr 1995 richtete U. v. Neumann im Kloster einen Handwerkerhof ein, entwickelte die Landwirtschaft und stellte einem Privatgymnasium Räumlichkeiten zur Verfügung.
Am 1. September 2010 wurde Hadmersleben durch Eingemeindung ein Ortsteil von Oschersleben (Bode) und trägt nach einem Beschluss des Stadtrats der Stadt Oschersleben vom 10. Dezember 2014 offiziell den Titel Stadt Hadmersleben.
Am 1. Juli 2014 ist das neue Kommunalverfassungsgesetz des Landes Sachsen-Anhalt in Kraft getreten. In dessen § 14 (2) wird den Gemeinden die Möglichkeit gegeben, den Ortsteilen, die vor der Eingemeindung Städte waren, diese Bezeichnung zuzuerkennen. Die Stadt Oschersleben (Bode) hat von dieser Regelung Gebrauch gemacht. Ihre Hauptsatzung ist in der jetzigen Fassung mit Wirkung vom 8. Juli 2017 in Kraft getreten. Im § 1 werden die Ortsteile und im § 14 (1) die Ortschaften mit ihren amtlichen Namen aufgeführt.
Quelle zu den geschichtlichen Angaben: Kulturhistorisches Museum Kloster Hadmersleben

## Wappen
Das Wappen wurde am 24. Januar 1996 durch das Regierungspräsidium Magdeburg genehmigt.
Blasonierung: „Geteilt von Rot und Silber, unten ein aufgerichteter schwarzer Doppelhaken.“

## Flagge
Der Ort Hadmersleben führt eine Flagge in Rot-Silber (Weiß) mit aufgelegtem Wappen.

## Kultur und Sehenswürdigkeiten

### Sehenswürdigkeiten

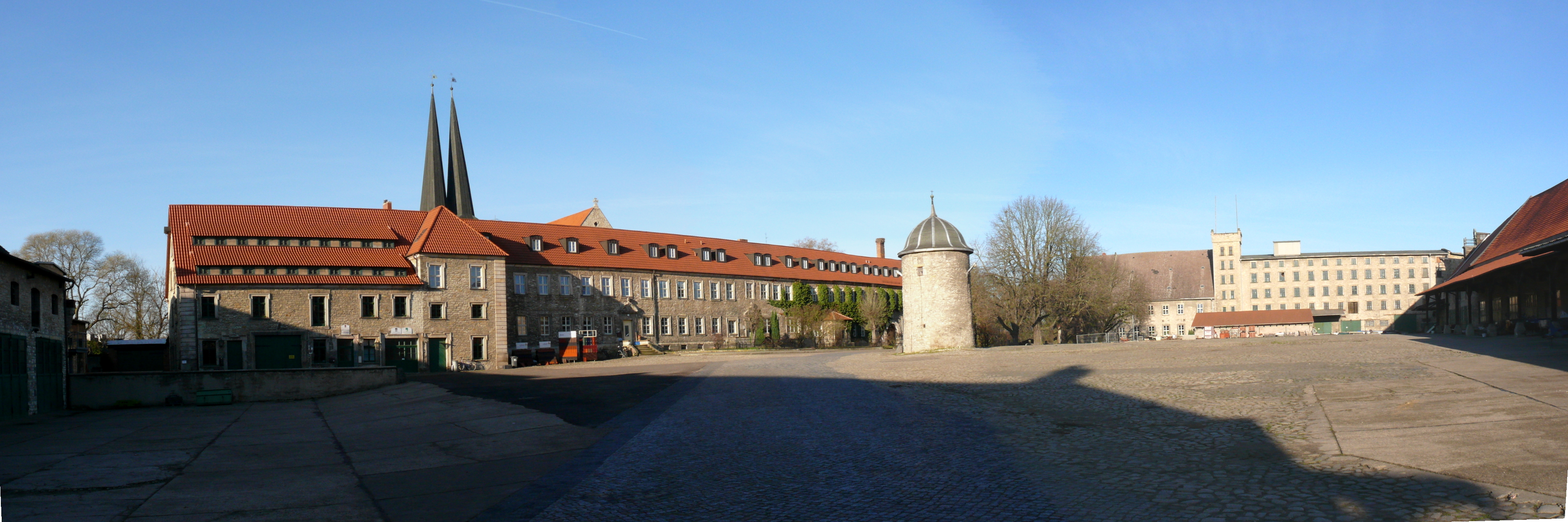
Klosterhof in Stadt Hadmersleben

- Kloster Hadmersleben mit katholischer Kirche „St. Peter und Paul“
- evangelische Kirche Unserer Lieben Frauen (15. und 17. Jahrhundert, zweischiffig)
- Burg Hadmersleben Burg der Grafen von Hadmersleben, am Turm Winckelmann-Tafel
- Sankt-Stephani-Kirche
- ehemalige Klosterbrauerei
- Rathaus (nach einem Brand 1664 errichtet), mit Heimatstube
- KZ-Gedenkstätte von 1975: von März 1944 bis April 1945 befand sich in Hadmersleben ein Außenlager des KZ Buchenwald, die Häftlinge fertigten Flugzeugteile der Me 262.
- Hospitalkirche St. Georg
- der Hansesche Hof aus dem 17. Jahrhundert

Durch Stadt Hadmersleben führt die Straße der Romanik.

### Sport
Der Sportverein TSV Hadmersleben (1925 gegründet) bietet in den Sektionen Fußball, Volleyball, Leichtathletik, Tischtennis und Gymnastik Möglichkeiten zur sportlichen Betätigung. Stadt Hadmersleben verfügt weiterhin über einen Reit- und Ausbildungsstall.

## Wirtschaft und Infrastruktur
In Stadt Hadmersleben sind einige Handwerks-, Landwirtschafts- und Dienstleistungsfirmen tätig (unter anderem Getreide-Züchtung, Baubetriebe, Natursteinfertigung, Gartenbaubetriebe).

### Verkehrsanbindung
Von Stadt Hadmersleben führen Straßen in die umliegenden Städte Halberstadt, Gröningen, Wanzleben, Kroppenstedt und Oschersleben (Bode). Der Bahnhof Hadmersleben am Nordufer der Bode liegt an der Bahnstrecke Magdeburg–Thale. Dort halten die Regionalbahnen von Oschersleben nach Magdeburg im Zweistundentakt. Der Bahnsteig wurde 2016 erneuert, wodurch nun ein barrierefreier Zustieg möglich ist.

### Bildung

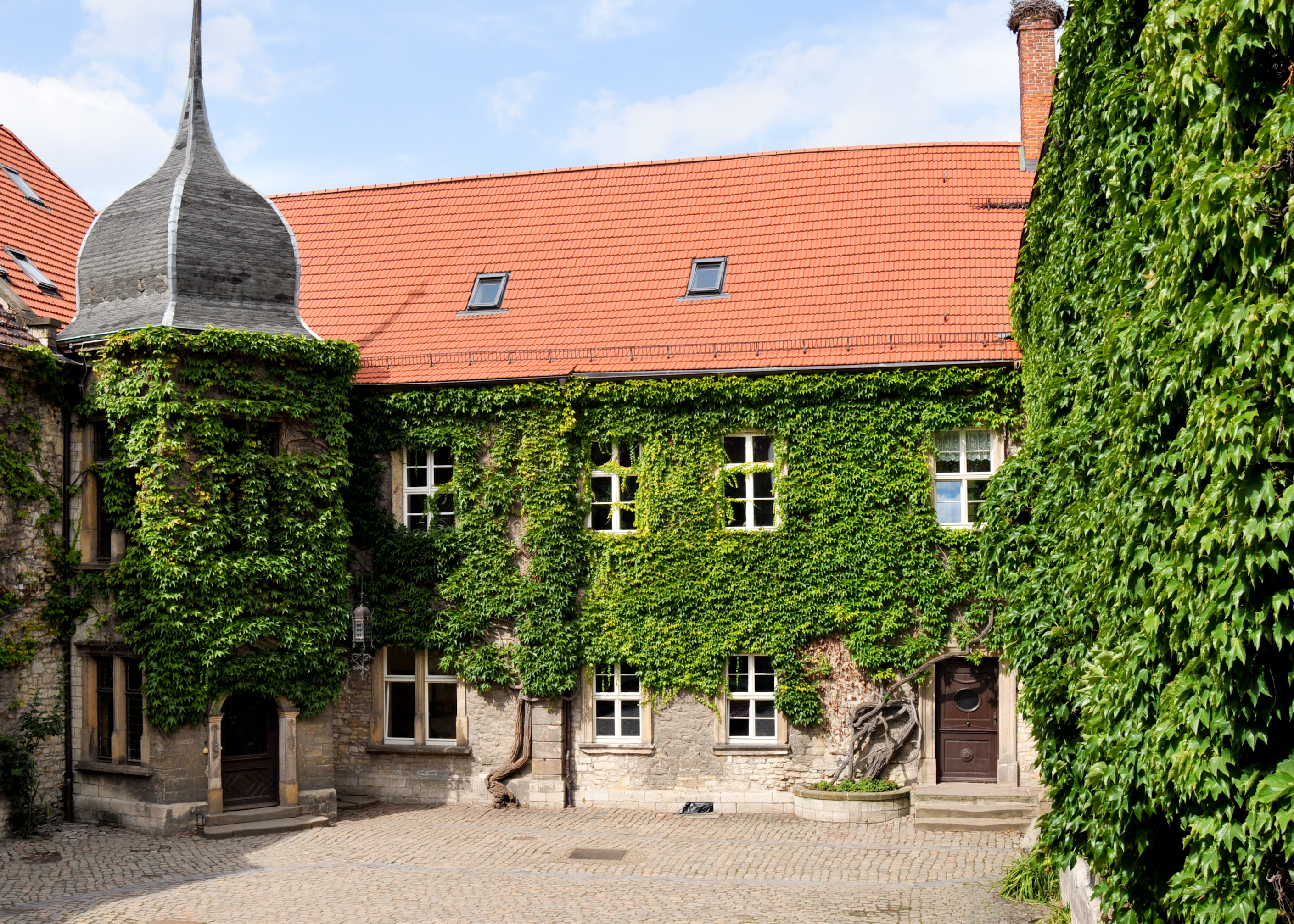
Schulhof der Internatsschule Hadmersleben

Stadt Hadmersleben ist ein Grundschul- und Gymnasium-Standort. In den Gebäuden des ehemaligen Klosters ist eine private, nicht konfessionsgebundene Internatsschule, die Internatsschule Hadmersleben, untergebracht (Gymnasium).

## Persönlichkeiten
In Stadt Hadmersleben wurden geboren:
- Johann Friedrich Niemann (1764–1846), Mediziner und Fachschriftsteller
- Johann Christian Selter (1767–1826), Lehrer und Kartograph
- Carl August Weber (1842–1908), Opernsänger
- Wilhelm von der Heyde (1885–1972), Politiker (SPD)
- Erwin Hasselmann (1903–1994), Publizist und Vorstandsmitglied im Zentralverband der deutschen Konsumgenossenschaften

In Stadt Hadmersleben wirkten:
- Johann Joachim Winckelmann (1717–1768), Hauslehrer bei der Familie des Oberamtmannes Christian Lamprecht

## Archivalien
- Historische Überlieferung des Domkapitularischen Amtes Hadmersleben im Landesarchiv Sachsen-Anhalt, Abteilung Magdeburg.
- Historische Überlieferung des Stadtgerichts Hadmersleben im Landesarchiv Sachsen-Anhalt, Abteilung Magdeburg.